# Юлій II
Юлій II (5 грудня 1443 — 21 лютого 1513) — Папа Римський з 1 листопада 1503 до 21 лютого 1513 року. Народився у Альбізола-Суперіоре біля Савони. Походив з бідної сім'ї. Його батьків звали Рафаелло делла Ровере та Теодора Манерола, він був племінником Папи Сікста IV. Сформував першу Папську швейцарську гвардію (1506).

## Імена
- Юлій II — тронне ім'я з порядковим номером.
- Юлій / Джуліано делла Ровере (італ. Giuliano della Rovere) — світське ім'я.

## Кар'єра
Джуліано делла Ровере був вихований францисканцями і його дядько займаючи папський трон забезпечував свого племінника добрими посадами: 16 жовтня 1471 до 31 січня 1472 року делла Ровере був єпископом у Карпантрі (Франція). 15 грудня 1471 року висвячений кардиналом з титульною церквою Святого Петра в кайданах (San Pietro in Vincoli) в Римі. З 31 січня 1472 року до 13 січня 1473 року він був єпископом у Лозанні, з 13 січня 1473 до 23 травня 1474 року — єпископом Катанії (Італія), з 23 травня 1474 до 11 липня 1476 року — єпископом в Авіньйоні, з 11 липня 1476 до 3 грудня 1477 року — єпископом в Кутансі, з 3 грудня 1477 до 3 липня 1478 року — єпископом єпископства Вів'єр (Франція), з 3 липня 1478 до 19 квітня 1479 року — єпископом у Манді, з 19 квітня 1479 до 31 січня 1483 року — єпископом у Поджо-Міртето (Sede suburbicaria di Sabina-Poggio Mirteto) поблизу Рима, з 31 січня 1483 до 3 листопада 1483 року — єпископом в Остії, з 3 листопада 1483 до 20 вересня 1499 року — єпископом у Болоньї, з 20 вересня 1499 до 24 січня 1502 року — єпископом Савони і з 24 січня 1502 до 1 листопада 1503 року, дня його вибору папою, — єпископом Верчеллі.
У липні 1474 року він доказав своє вміння як військовий полководець, виступивши за дорученням Римської курії для встановлення авторитету папської держави в Умбрії. Був папським легатом при дворі Луї XI.

## Понтифікат

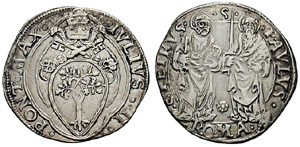
Герб Джуліано делла Ровере на монеті Юлія ІІ.

### Вибори
Після того як його попередник мав понтифікат тривалістю лише 26 днів та помер від подагри, 1 листопада 1503 року папою було вибрано майже 60-річного Джуліано делла Ровере на одноденному конклаві. 26 листопада 1503 року інтронізований. Після обрання заборонив симонію, за звичаєм якої можна було купити місце папи. Папське ім'я Юлій вибрав можливо на згадку про Юлія Цезаря.

### Політична діяльність
Як і у інших володарів Епохи Відродження у Юлія ІІ перепліталися власні, державні інтереси та меценатство. Його політика була направлена як на відвоювання областей втрачених Олександром VI так і на посилення Папської держави. 
На початку свого понтифікату посадив у в'язницю Цезаре Борджія, щоб відвоювати території втрачені Олександром VI. Юлій ІІ приєднався до союзу укладеного Людовиком XII та імператором Священної Римської Імперії Максиміліаном І 10 грудня 1508 року в Камбре проти Венеції. Так була утворена Камбрейська ліга до якої приєднався теж Фернандо II Арагонський, що зменшила вплив Венеції на півночі Італії. Поразка венеційських військ у битві під Агнаделло 15 травня 1509 році поставило під питання силу Венеційської республіки. У 1510 р. Юлій ІІ забрав регіон Романья в Венеційської республіки. 
4 жовтня 1511 року Юлієм ІІ, Імператором Священної Римської Імперії Максиміліаном І, Венеційською республікою та Фернандо II Арагонським була створена Священна ліга. Політичною метою її було витіснення французів з Італії. Перші битви закінчилися поразками для Священної Ліги однак Папській державі вдалося завоювати цілі області (див. Італійські війни). Цікавився Папа і східними кордонами християнства. Усвідомлюючи значення Кам'янець-Подільської фортеці на східних межах
західноєвропейської цивілізації, Юлій II називав це місто-фортецю «antemurale hristianum» («оплот християнства»). На спорудження стін і башт фортеці він дав кошти. Тому одна з башт Кам'янецької фортеці, споруджена у 1503—1513 pp., має назву Папської, на східному боці цієї башти вмурована кам'яна плита з зображенням гербу Юлія ІІ (гербу Делла Ровере).

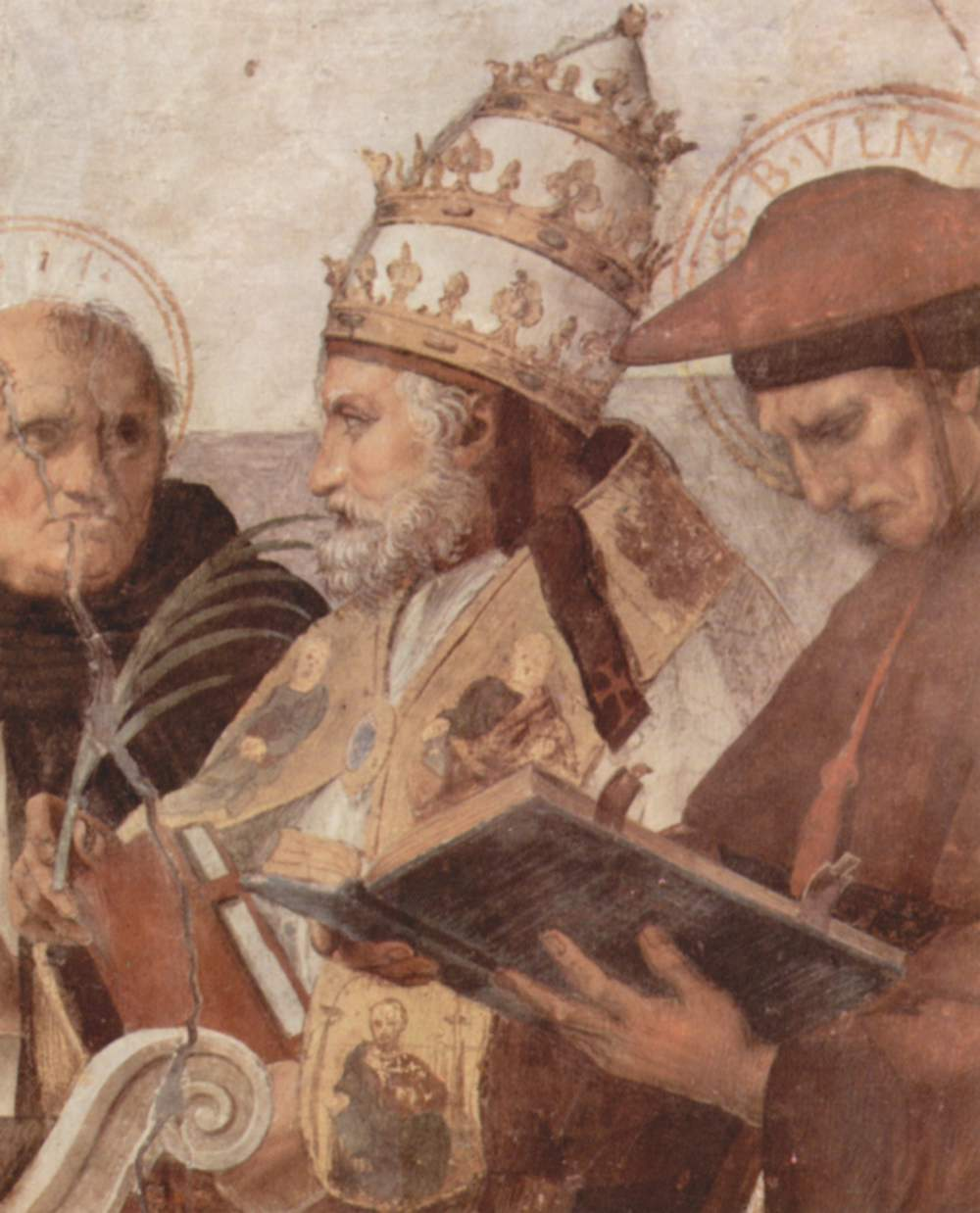
Зображення Юлія ІІ роботи Рафаеля.

### Швейцарська Гвардія
Для захисту себе та Папської держави Юлій заснував особисту охорону Швейцарську гвардію. 22 січня 1506 року із швейцарського кантону Урі до Ватикану перебрався загін в кількості 150 чоловік. На згадку цього шоломи та прапори гвардійців прикрашені гербом роду Делла Ровере, форма гвардійців виповнена у кольорах цього гербу (синій і жовтий), до яких доданий ще червоний колір Медічі.

### П'ятий Латеранський собор
Французький король Людовік ХІІ спробував підірвати авторитет Юлія ІІ скликавши собор французьких єпископів 1 вересня 1511 р. у Пізі. Відповіддю Юлія ІІ було скликання вселенського собору 19 квітня 1512 року, що дістав назву П'ятий Латеранський собор і закінчився вже при Папі Леві Х 16 березня 1517 року.

### Мистецтво та культура
Джуліано делла Ровере отримував з своїх єпархій значний прибуток, що дозволяло йому підтримувати свій образ мецената мистецтва. У 1506 році почав перебудову Собору Святого Петра за планами створеними Донато Браманте, що був збудований у IV столітті у Ватикані. 18 квітня 1506 року закладено перший камінь під будівництво. Під час його понтифікату у 1512 році були нарешті завершені та відкриті для огляду фрески Мікеланджело Буонарроті у Сікстинські капелі. Цей же митець створив надгробок для Юлія ІІ та і прекрасний купол Собору Святого Петра. У 1508—1512 апартаменти пап прикрашає ще один знаменитий художник Рафаель Санті.

### Смерть

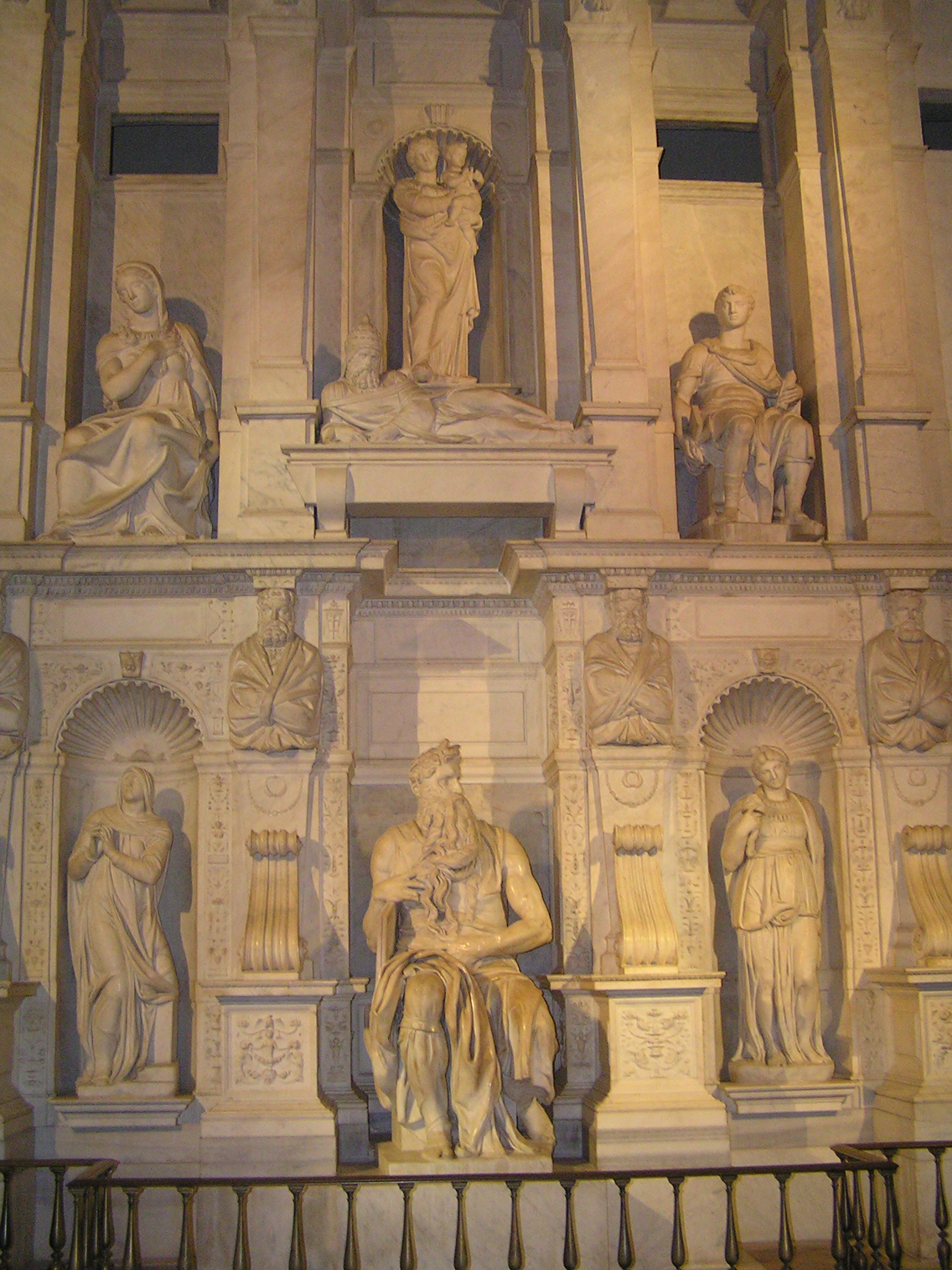
Надгробок могили Папи Юлія ІІ у церкві Сан П'єтро ін Вінколі роботи Мікеланджело Буонарроті

Папа Юлій ІІ помер вночі 20/21 березня 1513 року в Римі у 70-річному віці та похований у церкві Святого Петра у кайданах, де частину його гробу утворює відома фігура Мойсея Мікеланджело.

### Довідники
- Юлій II // Шевченківська енциклопедія : у 6 т. / Гол. ред. М. Г. Жулинський. — Київ : Ін-т літератури ім. Т. Г. Шевченка, 2015. — Т. 6: Т—Я. — С. 1036-1037.
- Юлій II // Універсальний словник-енциклопедія. — 4-те вид. — К. : Тека, 2006.